# Ambel (kommunhuvudort)
Ambel är en kommunhuvudort i Spanien.   Den ligger i provinsen Provincia de Zaragoza och regionen Aragonien, i den nordöstra delen av landet, 230 km nordost om huvudstaden Madrid. Ambel ligger 588 meter över havet och antalet invånare är 332.
Terrängen runt Ambel är kuperad åt sydväst, men åt nordost är den platt.Runt Ambel är det glesbefolkat, med 17 invånare per kvadratkilometer. Närmaste större samhälle är Borja, 8,1 km nordost om Ambel. Omgivningarna runt Ambel är i huvudsak ett öppet busklandskap.